# Боброво (Павлодарская область)
Боброво (каз. Боброво) — упразднённое село в Теренкольском районе Павлодарской области Казахстана. Упразднено в 2017 году. Входило в состав Бобровского сельского округа. Код КАТО — 554839200.

## Население
В 1999 году население села составляло 108 человек (59 мужчин и 49 женщин). По данным переписи 2009 года в селе проживало 27 человек (13 мужчин и 14 женщин).